# Даниъл Хандлър
Даниъл Хандлър (на английски: Daniel Handler), по-известен с псевдонима си Лемъни Сникет (на английски: Lemony Snicket), е американски писател, сценарист и акордеонист.

## Творчество

### Като Лемъни Сникет

#### Поредица от злополучия
Даниъл Хандлър издава основната серия Поредица от злополучия (на английски: A Series of Unfortunate Events) в периода 1999-2006 година под псевдонима Лемъни Сникет. Лемъни Сникет е също разказвач и персонаж в поредицата.
През 2004 г. излиза филмът Лемъни Сникет: Поредица от злополучия (Lemony Snicket's A Series of Unfortunate Events), базиран на първите три романа от поредицата.
| Година | Заглавие в оригинал      | Заглавие на български   | Издания на български                   | Бележки |
| ------ | ------------------------ | ----------------------- | -------------------------------------- | ------- |
| 1999   | The Bad Beginning        | Нещастното начало       | 2002 – Издателство: „Егмонт-България“. |         |
| 1999   | The Reptile Room         | Вивариумът с влечугите  | 2002 – Издателство: „Егмонт-България“. |         |
| 2000   | The Wide Window          | Просторният прозорец    | 2003 – Издателство: „Егмонт-България“. |         |
| 2000   | The Miserable Mill       | Дяволската дъскорезница | 2003 – Издателство: „Егмонт-България“. |         |
| 2000   | The Austere Academy      |                         |                                        |         |
| 2001   | The Ersatz Elevator      |                         |                                        |         |
| 2001   | The Vile Village         |                         |                                        |         |
| 2001   | The Hostile Hospital     |                         |                                        |         |
| 2002   | The Carnivorous Carnival |                         |                                        |         |
| 2003   | The Slippery Slope       |                         |                                        |         |
| 2004   | The Grim Grotto          |                         |                                        |         |
| 2005   | The Penultimate Peril    |                         |                                        |         |
| 2006   | The End                  |                         |                                        |         |

Освен 13-те романа са издадени и свързаните книги:
- Lemony Snicket: The Unauthorized Autobiography (2002)
- The Dismal Dinner (2004)
- The Beatrice Letters (2006)

В същата вселена се развива действието и в:
- The Blank Book (2004)
- The Notorious Notations (2006)

#### Серия „All the Wrong Questions“
1. Who Could That Be At This Hour? (2012)
2. When Did You See Her Last? (2013)
3. Shouldn't You Be in School? (2014)

- File Under: 13 Suspicious Incidents (2014)

#### Комикси
- Baby in the Manger (2007)
- The Latke Who Wouldn't Stop Screaming: A Christmas Story (2007)
- The Lump of Coal (2008)
- 13 Words (2010)
- The Dark (2013)
- 29 Myths on the Swinster Pharmacy (2014)

#### Документалистика
- The Unauthorized Autobiography (2002)
- Series of Unfortunate Events Calendar 2004: Thirteen Alarming Months! (2003)
- Series of Unfortunate Events Calendar 2005: Thirteen Alarming Months! (2004)
- The Blank Book (2004)
- Behind the Scenes with Count Olaf (2004)
- The Notorious Notations (2006)
- The Beatrice Letters (2006)
- The Puzzling Puzzles (2007)
- Horseradish: Bitter Truths You Can't Avoid (2007)

### Като Даниъл Хандлър
- The Basic Eight (1998)
- Watch Your Mouth (2000)
- Adverbs (2006)
- Why We Broke Up (2011)
- We Are Pirates (2015)

### Книги за писателя
- So You Think You Know Lemony Snicket? (2004) – от Клайв Гифорд
- The Truth Behind a Series of Unfortunate Events: Eyeballs, Leeches, Hypnotism, And Orphans---exploring Lemony Snicket's World (2004) – от Луис Греч